# Кліфтон-Спрінгс (Нью-Йорк)
Кліфтон-Спрінгс (англ. Clifton Springs) — селище (англ. village) в США, в окрузі Онтаріо штату Нью-Йорк. Населення — 2209 осіб (2020).

## Географія
Кліфтон-Спрінгс розташований за координатами 42°57′39″ пн. ш. 77°8′8″ зх. д. / 42.96083° пн. ш. 77.13556° зх. д. (42.960752, -77.135457).  За даними Бюро перепису населення США в 2010 році селище мало площу 3,93 км², уся площа — суходіл.

## Демографія
Згідно з переписом 2010 року, у селищі мешкало 2127 осіб у 853 домогосподарствах у складі 501 родини. Густота населення становила 541 особа/км².  Було 914 помешкання (232/км²).
Расовий склад населення:
| - 96,3 % — білих - 1,0 % — азіатів - 0,9 % — чорних або афроамериканців |

До двох чи більше рас належало 0,9 %. Частка іспаномовних становила 2,4 % від усіх жителів.
За віковим діапазоном населення розподілялося таким чином: 21,4 % — особи молодші 18 років, 55,0 % — особи у віці 18—64 років, 23,6 % — особи у віці 65 років та старші. Медіана віку мешканця становила 44,5 року. На 100 осіб жіночої статі у селищі припадало 80,7 чоловіків;  на 100 жінок у віці від 18 років та старших — 75,9 чоловіків також старших 18 років.
Середній дохід на одне домашнє господарство  становив 61 861 долар США (медіана — 47 868), а середній дохід на одну сім'ю — 80 257 доларів (медіана — 80 938). Медіана доходів становила 45 313 долари для чоловіків та 43 793 долари для жінок. За межею бідності перебувало 11,7 % осіб, у тому числі 8,2 % дітей у віці до 18 років та 12,4 % осіб у віці 65 років та старших.
Цивільне працевлаштоване населення становило 957 осіб. Основні галузі зайнятості: освіта, охорона здоров'я та соціальна допомога — 33,0 %, виробництво — 30,5 %, роздрібна торгівля — 8,8 %, мистецтво, розваги та відпочинок — 5,9 %.